# Julie Morelle
Pour les articles homonymes, voir Morelle.
Julie Morelle, née le 28 avril 1977, est une journaliste belge. Elle a présenté le journal télévisé sur La Une le week-end en alternance avec Laurent Mathieu.

## Biographie
Durant son enfance, Julie Morelle a commencé sa scolarité à l’école fondamentale Sainte-Begge à Andenne. Par la suite, elle a été pendant deux ans pensionnaire à l’internat de l’Abbaye de Flône, puis a poursuivi ses études secondaires à l’Institut Saint-Louis à Namur. En 1995, elle est partie refaire une année scolaire en Afrique du Sud. L'année suivante, elle revient en Belgique pour poursuivre ses études universitaires.
En 2000, Julie Morelle est diplômée en communication, information et journalisme à l'ULB. Dès la fin de ses études, elle rejoint la RTBF.

## Carrière
Julie Morelle commence sa carrière au sein de la rédaction de la RTBF à Charleroi et à Namur en collaborant aux journaux télévisés. Ensuite, elle rejoint le Centre de production de Bruxelles, où elle continue de travailler pour le JT mais aussi pour les journaux radio de Bruxelles Capitale. Pour l'émission Droit de cité, elle réalise un reportage nommé Gros sur le cœur. En 2004, elle travaille en tant que reporter dans l'actualité régionale et elle rejoint la présentation du 18h30 de la Une comme remplaçante.
De 2005 à 2007, elle rejoint l'équipe Au quotidien, toujours sur la RTBF. L'année suivante, elle se joint à la rédaction du JT. Elle réalise également 4 reportages pour Questions à la une.
D’avril 2011 au 1 août 2021, elle était à la tête de la présentation du journal télévisé le week-end sur la Une.
En janvier 2016, Julie Morelle présente le magazine Lieux interdits sur La Une.

## Vie privée
Elle a deux filles.

## Autres sources
- Julie Morelle  la doublure d’Hadja Lahbib le week-end, La Dernière Heure, avril 2011,
- Julie Morelle et Lieux interdits, La Dernière Heure, 1er septembre 2016
- Julie Morelle: journaliste curieuse et touche-à-tout , L'Avenir (Belgique), 3 décembre 2016
- Julie Morelle, l’élégance de la sobriété, Le Soir, 14 janvier 2016
- Julie Morelle derrière les portes closes, Moustique (magazine), 2016
- Julie Morelle pousse les portes du pouvoir et des «Lieux interdits» , Telepro, 2016
- Julie Morelle quitte momentanément le JT de la RTBF, 7sur7, 2013